# Vercovicium
Vercovicium, ora noto come forte romano di Housesteads, fu un castrum di truppe ausiliarie romane sul Vallo di Adriano, nella provincia romana della Britannia romana. Le sue rovine si trovano nella parrocchia civile di Bardon Mill nel Northumberland, in Inghilterra, a sud di Broomlee Lough. L'opera militare fu eretta intorno al 124.